# Nephelium melanomiscum
Nephelium melanomiscum är en kinesträdsväxtart som beskrevs av Ludwig Radlkofer. Nephelium melanomiscum ingår i släktet Nephelium och familjen kinesträdsväxter. Inga underarter finns listade i Catalogue of Life.